# Distretto di Çarşıbaşı
Il distretto di Çarşıbaşı (in turco Çarşıbaşı ilçesi) è uno dei distretti della provincia di Trebisonda, in Turchia.